# إشارة رقمية

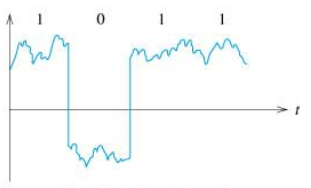

الإشارة الرقمية (بالإنجليزية: Digital Signal)‏ هي إشارة متقطعة ذات قيم محددة سلفًا، فلا يمكنها مجاوزة هذه القيم مطلقًا وهذه القيم بما أنها معرفة مسبقًا فهي لا تعاني أي تشويش، وهذه القيم المحددة عادة ما تكون قيمتين وهن:
- صفر - واحد[2]
- صح - خطأ[3]

وتتراوح جهدية هذه الإشارة بين صفر وخمسة فولت فإن كانت قيمة الإشارة أقرب إلى الصفر عّدت صفرًا وإن كانت أقرب للخمسة عدّت خمسة وهكذا ومن هنا يتبين كيفية تقليص أثر إشارة الشوشرة في تشويه الإشارة.
غالبية الإشارات في الحياة العملية هي إشارات مستمرة فالصوت مثلا له قيمة عند أي نقطة في الزمن وبهذا يتعذر حفظه ومن ثم معالجته فهو يتطلب ذاكرة لا نهائية لذلك يتم تحويله إلى إشارة رقمية عبر سبيلين مختلفين هما:
- الاستعيان وهو أخذ عينات من الإشارة على فترات معلومة، علمًا بأن هذه الفترات لها ضوابط.
- التبتير أو التكميم.